# 최후의 승리를 향하여 앞으로
《최후의 승리를 향하여 앞으로》(最後의 勝利를 向하여 앞으로)는 조선민주주의인민공화국의 노래로, 김정은의 찬양가이다. 김문혁이 작사하고 윤두근이 작곡했으며 2012년 7월에 공개되었다.
김일성 출생 100주년을 맞아 열린 열병식에서 있었던 김정은의 연설을 기반으로 제작되었다. 김정은을 찬양하는 노래 가운데 하나이지만 노래에는 김정은이라는 이름이 등장하지 않는다. 노래 가사는 조선민주주의인민공화국의 정치적 이념 가운데 하나인 강성대국을 반영하고 있다.